# José Arturo Vásquez Machado
José Arturo Vásquez Machado fue un político salvadoreño, que se desempeñó en dos ocasiones como gobernador departamental de Cabañas en la República de El Salvador. Su mandato como gobernador fue desde el año 1994 hasta el año 2003. 
Después de su tiempo como gobernador, participó en varios aspectos de la vida política en todo el país.  Arturo Vásquez dedicó su tiempo a servirle a la gente de su departamento y al pueblo Salvadoreño como político, ciudadano, y negociante.
En la tarde del 9 de noviembre de 2009, Arturo Vásquez fue trasladado por ambulancia al Hospital Rosales en la capital San Salvador donde poco después murió a causa de varios disparos sufrido en una ataque perpetrado por desconocidos horas antes. La Asamblea Legislativa de la República de El Salvador tomó un momento de silencio en memoria del exgobernador en la mañana del 12 de noviembre de 2009.
| Predecesor: - | Gobernador de Cabañas 1994 - 2003 | Sucesor: Óscar Menjívar |